# Contea di Rong
La contea di Rong (容县S, RóngxìanP) è una contea della Cina, situata nella regione autonoma di Guangxi e amministrata dalla prefettura di Yulin.